# Skalka (tvrz, okres Cheb)
Skalka (též Stein) je zaniklá tvrz, která stávala na levém břehu Ohře, na jih od Skalky, místní části Chebu. Patrně se jednalo o nástupce hradu Skalka. Dnes se místo nachází pod hladinou vodní nádrže Skalka.

## Historie
Problémem trojice panských sídel v okolí Skalky je skutečnost, že historické prameny je od sebe nijak nerozlišují. Po vypálení hradu Chebany v roce 1451 si majitelé Skalky, Frankengrünerové, postavili asi 700 metrů na jihovýchod od něj, při mlýnu, nové panské sídlo. V majetku rodu zůstala tvrz do roku 1540, kdy ji odkoupilo město Cheb. Tvrz tak ztratila na významu a došlo k její přeměně na sušárnu papírny. Cheb držel obec až do 19. století, ale majitelé mlýna a papírny se zde často střídali. Jako součást papírny zůstala tvrz do poloviny 20. století. V roce 1960 při budování VN Skalka došlo k její demolici.

## Popis
Jediné popisy tvrze přináší různé dobové kresby, přičemž jako patrně nejhodnotnější se jeví kresba K. Liebschera z roku 1896. Ta zobrazuje tvrz jako vysokou obdélnou patrovou budovu s pavlačí, vystupující nad řeku Ohři, zakončenou sedlovou střechou.